# Paratamboicus insperata
Paratamboicus insperata is een hooiwagen uit de familie Sclerosomatidae.